# Évariste Blanchet
 (décembre 2018).
Évariste Blanchet (né en 1958) est un critique de bande dessinée français. Rédacteur de nombreux articles, il a créé les éditions Bédérama en 1980 et les revues Bananas et Critix.

## Publications
- L'Amour de la bande dessinée, Argenteuil : Bananas, 2001  (ISBN 2951714602).
- Les Révoltes ratées de Guido Buzzelli, Argenteuil : Bananas BD, 2003  (ISBN 2951714610).
- Bottaro : Le Maestro... (avec Pierre-Marie Jamet), Argenteuil : Bananas, 2008  (ISBN 9782951714649).